# Le cose che vivi
Le cose che vivi è il terzo album in studio della cantante italiana Laura Pausini pubblicato il 12 settembre 1996 in 37 paesi contemporaneamente.
L'album viene pubblicato in lingua spagnola con il titolo Las cosas que vives il 9 dicembre 1996. L'album vende circa 5 milioni di copie nel mondo, di cui 350 000 copie in Italia e quasi 500 000 copie in Brasile.

## Descrizione
Le tematiche affrontate all'interno del disco sono molteplici: in Che storia è Laura Pausini critica la società che opprime le libertà e impone continui limiti. Il brano 16/5/74, che si riferisce anche alla data di nascita della cantante, parla invece della generazione della cantante. La traccia di chiusura del disco, intitolata Il mondo che vorrei, vede Laura Pausini per la prima volta autrice unica del testo, ed è stata scritta a favore dell'Unicef. Tra le canzoni incluse nell'album è presente anche Mi dispiace, dedicata alla madre della cantante: si tratta di una sorta di lettera nella quale Laura Pausini, dopo un riavvicinamento, si scusa per le incomprensioni che l'avevano portata ad allontanarsi dalla madre.
A prevalere sono però ancora una volta i brani d'amore: dal singolo Incancellabile a Un giorno senza te, fino a Due innamorati come noi. Quest'ultimo brano vede la cantante schierarsi a favore dell'esperienza sessuale pre-matrimoniale, e, per questo motivo alcuni giornalisti del settore hanno visto nei suoi versi un'implicita critica nei confronti della Chiesa cattolica.
Dal punto di vista musicale, così come nella tradizione della cantante, prevale ancora la tipica melodia italiana. Alla registrazione del disco ha partecipato anche la London Symphony Orchestra, che compare nel brano Il mondo che vorrei. Questo è il primo disco di Laura Pausini registrato da musicisti di alto livello tecnico: i lavori di arrangiamento dei cori e del basso sono di Nathan East, la batteria di Steve Ferrone.
In seguito all'uscita dell'album Laura Pausini effettua il suo primo Tour mondiale, il World Wide Tour 1997, che parte da Ginevra il 1º marzo 1997.
A dicembre 2003 il brano Il mondo che vorrei viene usato come colonna sonora dello spot della Fondazione Francesca Rava - N.P.H.- Italia Onlus, in onda sulle reti Mediaset e inserito in un CD-ROM contenente foto scattate da Enrico Scaglia ai bimbi della Repubblica Dominicana. Il ricavato di questo CD viene devoluto alla costruzione di una casa accoglienza NPH per bambini orfani e abbandonati nello stesso paese.
Viene realizzato un video, Le cose che vivi EPK per descrivere l'album, che non viene pubblicato su nessun supporto audio-video, ma solo sul canale di Laura Pausini su YouTube.

## Edizioni

### Le cose che vivi(Italia)
L'edizione del disco pubblicata in Italia contiene 12 tracce inedite. Il 26 maggio 2023, in occasione dei festeggiamenti dei 30 anni di carriera dell'artista, l'album in lingua italiana viene ripubblicato in doppio vinile 33 giri colorato.
- CD: 0706301555521

- MC: 0706301555545

- LP:

- 2 LP (2023): 5054197604218

1. Le cose che vivi – 4:31 (testo: Cheope, Fabrizio Pausini – musica: Giuseppe Carella, Fabrizio Baldoni, Gino De Stefani)
2. Ascolta il tuo cuore – 4:40 (testo: Cheope, Fabrizio Pausini – musica: Vito Mastrofrancesco, Alberto Mastrofrancesco, Charles Cohiba)
3. Incancellabile – 3:49 (testo: Cheope – musica: Giuseppe Carella, Fabrizio Baldoni, Gino De Stefani)
4. Seamisai – 3:38 (testo: Cheope – musica: Giuseppe Carella)
5. Angeli nel blu – 5:17 (testo: Cheope, Leonello Meneghetti – musica: Eric Buffat, Leonardo Abbate)
6. Mi dispiace – 6:02 (testo: Giuseppe Dati – musica: Giuseppe Dati, Goffredo Orlandi)
7. Due innamorati come noi – 4:41 (testo: Cheope – musica: Roberto Buti, Roberto Capaccioli)
8. Che storia è – 4:13 (testo: Cheope, Fabrizio Pausini – musica: Gabriele Fersini)
9. 16/5/74 – 4:46 (testo: Cheope – musica: Giuseppe Carella)
10. Un giorno senza te – 4:59 (testo: Cheope – musica: Roberto Buti)
11. La voce – 4:55 (testo: Cheope, Fabrizio Pausini – musica: Eric Buffat, Telonio)
12. Il mondo che vorrei – 4:13 (testo: Laura Pausini – musica: Eric Buffat, Gianni Salvatori)

Durata totale: 55:44

### Le cose che vivi(Brasile)
L'edizione del disco pubblicata in Brasile contiene, in aggiunta rispetto all'edizione per l'Italia, 3 Bonus track in lingua portoghese: Tudo o que eu vivo, Inesquecível, Apaixonados como nós.
1. Tudo o que eu vivo (Le cose che vivi) – 4:34 (testo: Cheope, Fabrizio Pausini – adatt. portoghese: Cláudio Rabello – musica: Giuseppe Carella, Fabrizio Baldoni, Gino De Stefani)
2. Inesquecível (Incancellabile) – 3:49 (testo: Cheope – adatt. portoghese: Cláudio Rabello – musica: Giuseppe Carella, Fabrizio Baldoni, Gino De Stefani)
3. Apaixonados como nós (Due innamorati come noi) – 4:52 (testo: Cheope, Fabrizio Pausini – adatt. portoghese: Cláudio Rabello – musica: Roberto Buti, Roberto Capaccioli)

Durata totale: 68:59

### Las cosas que vives(Spagna, America Latina)
L'edizione del disco in lingua spagnola pubblicata in Spagna e in America Latina contiene 12 tracce inedite.
1. Las cosas que vives – 4:31 (testo: Cheope, Fabrizio Pausini – adatt. spagnolo: Badia – musica: Giuseppe Carella, Fabrizio Baldoni, Gino De Stefani)
2. Escucha a tu corazón – 4:40 (testo: Cheope, Fabrizio Pausini – adatt. spagnolo: Badia – musica: Vito Mastrofrancesco, Alberto Mastrofrancesco, Charles Cohiba)
3. Inolvidable – 3:49 (testo: Cheope – adatt. spagnolo: Badia – musica: Giuseppe Carella, Fabrizio Baldoni, Gino De Stefani)
4. Cuando se ama – 3:38 (testo: Cheope – adatt. spagnolo: Badia – musica: Giuseppe Carella)
5. Angeles en el cielo – 5:17 (testo: Cheope, Leonello Meneghetti – adatt. spagnolo: Badia – musica: Eric Buffat, Leonardo Abbate)
6. Lo siento – 6:02 (testo: Giuseppe Dati – adatt. spagnolo: Badia – musica: Giuseppe Dati, Goffredo Orlandi)
7. Dos enamorados – 4:41 (testo: Cheope – adatt. spagnolo: Badia – musica: Roberto Buti, Roberto Capaccioli)
8. ¿Qué historia es? – 4:13 (testo: Cheope, Fabrizio Pausini – adatt. spagnolo: Badia – musica: Gabriele Fersini)
9. 16/5/74 – 4:46 (testo: Cheope – adatt. spagnolo: Badia – musica: Giuseppe Carella)
10. Un día sin ti – 4:59 (testo: Cheope – adatt. spagnolo: Badia – musica: Roberto Buti)
11. La voz – 4:55 (testo: Cheope, Fabrizio Pausini – adatt. spagnolo: Badia – musica: Eric Buffat, Telonio)
12. El mundo que soñé – 4:13 (testo: Laura Pausini – adatt. spagnolo: Badia – musica: Eric Buffat, Gianni Salvatori)

Durata totale: 55:44

## Registrazione
- Santanna Recording Studios, Castelfranco d'Emilia: registrazione e mixaggio (solo tracce 7 e 12).
- Abbey Road Studios, Londra: registrazione.
- Morning Studio, Milano: registrazione e mixaggio.
- Nautilus Studio, Milano: masterizzazione.

## Formazione
- Laura Pausini – voce
- Eric Buffat – tastiera, pianoforte, organo Hammond, programmazione
- Dado Parisini – tastiera
- Stefano Bollani – pianoforte, organo Hammond
- Geoff Westley – pianoforte (in Mi dispiace)
- Andrea Braido – chitarra elettrica
- Riccardo Galardini – chitarra elettrica, chitarra acustica
- Gianni Salvatori – chitarra elettrica, chitarra acustica
- Cesare Chiodo – basso
- Nathan East – basso
- Massimo Pacciani – batteria, percussioni
- Steve Ferrone – batteria
- Leonardo Abbate, Juan Pedro Alcala, Alex Baroni, Eric Buffat, Carole Cook, Emanuela Cortesi, Paola Folli, Nick Holland, Kate Humble, Luca Jurman, Richelieu Morris Leire, Monica Magnani, Dado Parisini, Ola Onabule, Monica Reed, Gianni Salvatori – cori

## Promozione
Singoli
La promozione del disco inizia con la pubblicazione del singolo Incancellabile, in radio dal 26 agosto 1996. In seguito vengono pubblicati i singoli Le cose che vivi, Ascolta il tuo cuore, Seamisai, Angeli nel blu solo in Europa.
| Le cose che vivi     | Le cose che vivi |
| Titolo               | Data di uscita   |
| -------------------- | ---------------- |
| Incancellabile       | 26 agosto 1996   |
| Le cose che vivi     | 2 dicembre 1996  |
| Ascolta il tuo cuore | febbraio 1997    |
| Angeli nel blu       | maggio 1997      |
| Seamisai             | settembre 1997   |

In Brasile vengono estratti come singoli i due brani adattati in lingua portoghese: Inesquecível e Apaixonados como nós.
| Le cose che vivi (Brasile) | Le cose che vivi (Brasile) |
| Titolo                     | Data di uscita             |
| -------------------------- | -------------------------- |
| Inesequecivel              | settembre 1996             |
| Apaixonados como nos       | 1997                       |

In Spagna e in America Latina vengono estratti i singoli Inolvidable, Las cosas que vives, Escucha a tu corazón e Cuando se ama. Solo in Spagna viene estratto Dos enamorados come terzo singolo.
| Las cosas que vives             | Las cosas que vives |
| Titolo                          | Data di uscita      |
| ------------------------------- | ------------------- |
| Inolvidable                     | settembre 1996      |
| Las cosas que vives             | dicembre 1996       |
| Dos enamorados (solo in Spagna) | 1997                |
| Escucha a tu corazón            | maggio 1997         |
| Cuando se ama                   | settembre 1997      |

Videoclip
| Titolo               | Regista          |
| -------------------- | ---------------- |
| Incancellabile       | Jamie De La Peña |
| Inolvidable          | Jamie De La Peña |
| Inesquecível         | Jamie De La Peña |
| Le cose che vivi     | Alberto Colombo  |
| Las cosas que vives  | Alberto Colombo  |
| Ascolta il tuo cuore | Alberto Colombo  |
| Escucha a tu corazón | Alberto Colombo  |

## Classifiche

### Classifiche settimanali
| Classifica (1996-1997)         | Posizione massima |
| ------------------------------ | ----------------- |
| Belgio (Fiandre)               | 4                 |
| Belgio (Vallonia)              | 3                 |
| Danimarca                      | 20                |
| Europa                         | 9                 |
| Francia                        | 15                |
| Italia                         | 2                 |
| Norvegia                       | 12                |
| Paesi Bassi                    | 6                 |
| Portogallo                     | 2                 |
| Spagna                         | 2                 |
| Stati Uniti (Latin Pop Albums) | 9                 |
| Stati Uniti (Top Latin Albums) | 15                |
| Svezia                         | 2                 |
| Svizzera                       | 1                 |

### Classifiche di fine anno
| Classifica (1996)              | Posizione |
| ------------------------------ | --------- |
| Europa                         | 58        |
| Italia                         | 36        |
| Paesi Bassi                    | 46        |
| Spagna                         | 19        |
| Svizzera                       | 34        |
| Classifica (1997)              | Posizione |
| Europa                         | 99        |
| Spagna                         | 44        |
| Svezia                         | 39        |
| Stati Uniti (Latin Pop Albums) | 15        |
| Stati Uniti (Top Latin Albums) | 40        |